# Terrorangrebet i Strasbourg 2018
Terrorangrebet i Strasbourg 2018 var et angreb, der fandt sted på et julemarked den 11. december 2018 i den franske by Strasbourg.
Terroristen var den 29-årlige Chérif Chekatt fra Islamisk Stat. Han nåede at dræbe fem og såre elleve mennesker i angrebet. Med sig havde han en pistol og en kniv. Chekatt blev beskudt af politiet, men flygtede sin vej. Han døde to dage efter angrebet.
48°34′57″N 7°44′56″Ø / 48.58261°N 7.74889°Ø